# El otro hijo
El otro hijo és una pel·lícula dramàtica del 2023 escrita i dirigida per Juan Sebastián Quebrada en el seu debut com a director. Protagonitzada per Miguel Gonzalez i Simón Trujillo,tracta sobre un adolescent que ha de superar la mort inesperada del seu germà en una festa mentre el seu entorn familiar s'ensorra. Es tracta d'una coproducció entre Colòmbia, Argentina i França.
El otro hijo es va estrenar al Festival Internacional de Cinema de Sant Sebastià el 24 de setembre de 2023, on va competir a la secció de Nous Directors. Va ser seleccionada com a candidata colombiana al Millor Pel·lícula Iberoamericana als XXXVIII Premis Goya.

## Argument
Federico i el seu germà Simón viuen plenament la seva adolescència fins al dia que Simón mor en una festa. Mentre el seu entorn familiar s'enfonsa davant els seus ulls, Federico intenta viure les seves últimes setmanes d'escola amb normalitat. Incapaç de dol, s'acosta cada vegada més a la Laura, la núvia del seu germà difunt.

## Repartiment
Els actors que participen en aquesta pel·lícula són:
- Miguel Gonzalez
- Ilona Almansa
- Jenny Navarrete
- John Hurtafo
- Gabriel Taboada
- Simón Trujillo

## Producció
La fotografia principal va durar gairebé 6 setmanes a Bogotà, Colòmbia.

## Estrena

### Festival
El otro hijo es va estrenar el 24 de setembre de 2023 al 71è Festival Internacional de Cinema de Sant Sebastià, després es va projectar el 27 de setembre de 2023, al 32è Biarritz Amérique Latine Festival, el 6 d'octubre de 2023, en el 9è Festival Internacional de Cinema de Bogotà i al 25è Festival do Rio, i el 9 de novembre de 2023, al 38è Festival Internacional de Cinema de Mar del Plata.

### Cinemes
Es va estrenar comercialment el 2 de novembre de 2023 als cinemes colombians, després es va expandir al mercat argentí el 16 de novembre de 2023.

## Reconeixments
| Any  | Premi / Festival                                       | Categoria                          | Receptor        | Resultat  | Ref.          |
| ---- | ------------------------------------------------------ | ---------------------------------- | --------------- | --------- | ------------- |
| 2023 | Festival Internacional de Cinema de Sant Sebastià 2023 | Premi Kutxabank - Nous Directors   | El otro hijo    | Nominat   | [ 19 ] [ 20 ] |
| 2023 | 18a Festa del Cinema di Roma                           | Millor pel·lícula independent      | El otro hijo    | Guanyador | [ 21 ] [ 22 ] |
| 2023 | 18a Festa del Cinema di Roma                           | Millor Actor – Menció Especial     | Miguel Gonzalez | Guanyador | [ 21 ] [ 22 ] |
| 2023 | 38è Festival Internacional de Cinema de Mar del Plata  | Millor pel·lícula llatinoamericana | El otro hijo    | Pendent   | [ 23 ]        |